# XHILA-TDT
XHILA-TDT es una estación de televisión con licencia en Mexicali, Baja California, México. Transmite su señal digital en el canal 46 y sirve al Valle de Mexicali y sur del Valle Imperial, incluyendo El Centro, California, y las ciudades de Río Colorado de San Luis Río Colorado, Sonora y Yuma, Arizona. La estación es vista también en los sistemas de cable de cada una de las cuatro comunidades principales a las que sirve.
Inició operaciones en octubre de 1998, la estación es propiedad de Intermedia de Mexicali, una filial de Grupo Intermedia de Ciudad Juárez y está concesionada a su Presidente, Arnoldo Cabada de la O.

## Historia

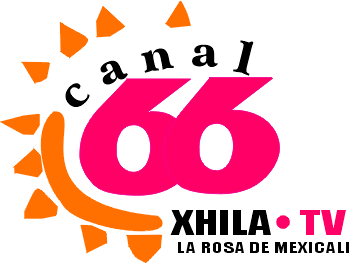
Logotipo 1998 al 2003

XHILA-TV empezó con emisiones experimentales en 1997, y después entonces inició transmisiones comerciales en octubre de 1998. La estación ha sido operada desde sus inicios por Intermedia de Mexicali, transmitiendo programación local durante el día, y (originalmente) noticieros de CNI por la noche.
En 2008, XHILA se afilió con la televisora cadenatres. Al finalizar las transmisiones de cadenatres, se terminó con esta afiliación.

### Repetidoras en Estados Unidos
Broadcast Group, Ltd., una compañía americana qué está controlada por la familia Cabada, posee dos traductores en los Estados Unidos que retransmiten XHILA.
En Yuma, el repetidor analógico de baja potencia es K28FM. En varios momentos de su historia, estuvo afiliado con redes musicales como Más Música y MTV Tr3s, y en otros momentos retransmitía XHILA. K28FM, en efecto, era el primer afiliado estadounidense de Cadena Tres cuando inició como retransmisora de XHILA en el instante en que el último se afilió a Cadena Tres en 2008. A mediados de los 2000, K28FM apagó su transmisión; en 2015, K33MD-D, un repetidor digital también poseído por Broadcast Group, entró en servicio.
En Calexico, K07ZF canal 7 era el repetidor analógico. Dada la transición digital de XHILA en Mexicali, el repetidor se dirigió a la audiencia que no podía seguir viendo XHILA, y canal 7 estuvo promovido cuando XHILA era canal analógico. En 2015, K42KZ-D, también propiedad de Broadcast Group, entró al aire.
Ambas estaciones, en Yuma y Calexico retransmiten a XHILA, incluyendo todo de sus subcanales.

## Televisión Digital Terrestre

### Subcanales Digitales
La señal digital de la estación es multiplexada.
| RF   | Canal Virtual | Resolución | Aspecto | Grupo Televisivo   | Programación                            |
| ---- | ------------- | ---------- | ------- | ------------------ | --------------------------------------- |
| 46.1 | 66.1          | 1080i      | 16:9    | Canal 66           | Programación de XHILA.                  |
| 46.2 | 66.2          | 480i       | 4:3     | Canal 66 - 2 horas | Programación de XHILA diferida 2 horas. |
| 46.3 | 66.3          | 480i       | 4:3     | Heraldo Televisión | Programación noticiosa                  |
| 46.4 | 66.4          | 480i       | 4:3     | Once Niñas y Niños | Programación infantil.                  |

### Apagón Analógico
Bajo ley mexicana, a XHILA-TV se le habría sido requerido apagar su señal analógica el 26 de febrero de 2013, pero XHILA-TV optó para apagar su señal analógica antes, había buscado y obtuvo el permiso de la COFETEL para apagar antes de tiempo.
El 6 de marzo de 2013 a las 11:30 p. m., XHILA-TV apagó su señal analógica. Siendo la primera estación televisiva en Mexicali y la segundo en México, después de que XHUNAM-TV que lo hizo en 2005 en apagar su señal analógica.

## Programación
XHILA-TDT tiene como objetivo servir tanto al lado estadounidense como al mexicano de la frontera. XHILA-TDT proporciona programación con información local, variedad y espectáculos, noticieros, programas para espectadores junto con un programa de películas, comedias y programas de interés. Es el principal competidor de XHBC-TDT aunque esta se ve beneficiada ya que desde 2016 la programación de XHBC-TDT se dedica a repetir más programación de Televisa y menos programación local y XHILA-TDT es independiente y cuenta con más producción local aunque en algunos de poco presupuesto.